# Paulin Tomanaga
Paulin Tomanaga est un homme politique béninois né le 16 février 1936 dans l'actuel district urbain de Bohicon et mort le 7 mai 2009 dans un accident de la circulation. 
Docteur en sociologie de développement, expert en micro finance, il a fait toute sa carrière professionnelle en Europe avant de prendre sa retraite dans son pays natal et se lancer en politique pour le parti de la Renaissance du Bénin. Il a été le premier Maire élu de Bohicon, au terme des élections municipales de 2003. Il est resté à la tête de cette commune jusqu'en 2007, année où il a été élu député à la Ve législature de son pays. Son successeur à la mairie de Bohicon est son ancien Premier adjoint Luc S. Atrokpo.
Son suppléant Donatien Wohou lui succède à l'Assemblée nationale,.
Il meurt dans un accident de la circulation 24 heures après avoir été désigné pour siéger à la Haute Cour de justice qui était en train d'être installée.
Inhumé le 27 juin 2009 à Bohicon, il a été élevé à titre posthume au grade de commandeur de l'Ordre national de mérite. Son nom a été donné au stade municipal de Bohicon,., où joue le Tonnerre FC de Bohicon.
Il est marié et père de cinq enfants.

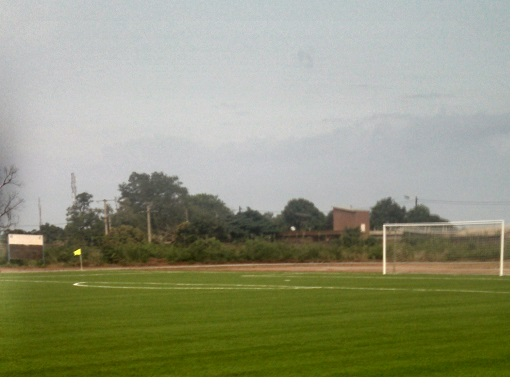
Stade Tomanaga Paulin de Bohicon.